# Битва при мисі Пассаро (1718)
Битва при мисі Пассаро — морська битва, що відбулась 11 серпня 1718 року між британським та іспанським військовими флотами в Середземному морі, біля берегів Сицилії. Битва завершилась нищівною поразкою іспанців під командуванням адміралів Кастанети й Чакона. Бій стався за чотири місяці до початку Війни четверного альянсу та став однією з причин її початку.
Серед учасників битви був майбутній прем'єр-міністр Іспанії Рікардо Валь-і-Деверо.